# Лодро Г'ялцен
Тавен Лодро Г'ялцен (тиб. ཏ་དབེན་བློ་གྲོས་རྒྱལ་མཚན; 1332– 1365) — 15-й сак'я-трицзін (настоятель-правитель) школи Сак'я у 1347—1365 роках і 5-й данса-ченпо (старший настоятель-володар) Тибету у 1347—1357 роках.

## Життєпис
Походив з аристократичного роду Чжамьянгон з клану Кхен. Син діші (імператорського наставника) Кюнга Г'ялцен Пелсанпо. Народився 1332 року в регіоні Сак'я. 1347 року після зречення стрийка Дампа Сонам Г'ялцена очолив школу Сак'я і отримав титул данса-ченпо.
Водночас Чанчуб Г'ялцен, тимпон (темник) Пагмодрупи, поновив боротьбу з данса-ченпо за владу в центральному Тибеті. Лодро Г'ялцен через молодий вік надав управління дпон-чену (адміністратору) Вангцону, але той зазнав поразки 1350 року, втративши регіон Уй. Тому на посаду дпон-чена повернувся Г'ялва Санпо.
Разом з тим юаньський імператор Тоґон-Темур не зміг відправити війська на допомогу, оскільки 1351 року в самому Китаї спалахнуло повстання червоних пов'язок. Поступово підняли повстання інші тимпони та школа Карма Каг'ю. 1354 року зазнав поразку від клану Нанпа, який став тікнити Лодро Г'ялценаврегіоні Цанг. Але йому на допомогу прийшов Чанчуб Г'ялцен, що завдав поразки Нанпа. 1356 року було втрачено усіволодіння отримав району Сак'я.
1357 року внаслідок інтриг ламами було вбито Кунпапу, стрийка Лодро Г'ялцена. Тим часом Чанчуб Г'ялцен отримав титул тайсіту, визнавши фактично падіння влади школи Сак'я. Того ж року зрікся посади данса-ченпо, залившившись лише сак'я-трицзіном. Втім 1358 року підтрима повстання прихильників школи Сак'я проти Чанчуб Г'ялцен, проте воно ззанало поразки.
Помер Лодро Г'ялцен 1365 року. Школу Сакя очолив представник гілки Чжітун — Кюнга Рінчен.